# Jenny Y. Yang
Jenny Yue-fon Yang (en chino tradicional, 楊又芳 ) es una química estadounidense. Es profesora asistente de química en la Universidad de California, Irvine, donde dirige un grupo de investigación centrado en química inorgánica, catálisis y combustibles solares. Ha recibido varios premios. 

## Biografía
Jenny Yue-fon Yang nació en el valle de San Fernando y se crio en Chatsworth, Los Ángeles. Es una taiwanesa-estadounidense de segunda generación.  Completó una licenciatura en ciencias químicas en Berkeley en 2001 y su doctorado en filosofía en química inorgánica en el Instituto de Tecnología de Massachusetts en 2007.

## Carrera
Realizó un trabajo postdoctoral en el Laboratorio Nacional del Pacífico Noroeste, donde fue promovida a científica del personal. En 2011, asumió un puesto en el Centro Conjunto para la Fotosíntesis Artificial en el Instituto de Tecnología de California. En 2013, se unió a la facultad en la Universidad de California, Irvine como profesora asistente de química. 
Ha publicado en el área de química inorgánica y organometálica, electrocatálisis y ciencia de materiales.

## Premios y honores
Ha sido reconocida con muchos premios. Entre estos se incluyen un Premio de Investigación de Carrera Temprana del Departamento de Energía, Sloan Research Fellowship en química, Premio Presidencial de Carrera Temprana para Científicos e Ingenieros (PECASE) (2017), Kavli Frontiers of Science Fellow (2017), Research Corporation Advanced Energy Materials Scialog Fellow (2017) y el Premio CAREER de la Fundación Nacional de Ciencias 2016.  Yang fue nombrada para la clase de 2018 de CIFAR Azrieli Global Scholars.